# Martine Antonie
Antonie Martina Adolphine (Tonny) Röling-Grolle, (Zaltbommel, 15 augustus 1909 – ?, 24 augustus 2006), beter bekend als Martine Antonie, was een Nederlandse schilderes.

## Leven en werk
Antonie studeerde aan het Tekeninstituut van het Rijksmuseum en de Rijksakademie van beeldende kunsten in Amsterdam. Ze trouwde met Gé Röling (1904-1981), die professor was aan deze academie. Antonie schilderde vooral portretten.
Vanaf 1950 woonde het gezin Röling lange tijd in Laren (NH), later in het Gelderse Terwolde. In de jaren negentig nam Antonie haar intrek in het voorhuis van de herenboerderij van dochter Marte Röling in Uithuizen, waar ze twaalf jaar woonde. Ze schilderde nog tot op hoge leeftijd, waarbij ze succesvoller was dan haar man. Antonie overleed een paar dagen na haar 97e verjaardag. Ze was lid van de kunstenaarsvereniging Sint Lucas in Amsterdam.